# Eurhadina variegata
Eurhadina variegata är en insektsart som beskrevs av Irena Dworakowska 2002. Eurhadina variegata ingår i släktet Eurhadina och familjen dvärgstritar. Inga underarter finns listade i Catalogue of Life.